# Methesis
Methesis is een geslacht van spinnen uit de familie loopspinnen (Corinnidae).

## Soorten
- Methesis brevitarsa Caporiacco, 1954
- Methesis semirufa Simon, 1896